# Companhia Cinematográfica Maristela
A Companhia Cinematográfica Maristela foi uma companhia brasileira produtora de filmes, fundada em São Paulo em agosto de 1950. Produziu e coproduziu cerca de 20 filmes até 1958, ano em que fechou suas portas.
A companhia fez parte do cinema industrial paulista dos anos 1950, assim como a Companhia Cinematográfica Vera Cruz, outro importante estúdio da época. A produtora era conhecida, de um modo pejorativo, como a "prima pobre da Vera Cruz".

## História
Foi um dos primeiros estúdios de cinema de São Paulo, fundado em 1950 e localizado no bairro de Jaçanã, na Zona Norte, por Mário Audrá Júnior (conhecido como Marinho) e Arthur Audrá (deputado federal por São Paulo).
Seu surgimento se deu em um momento de entusiasmo no cinema brasileiro: passada a época do chamado cinema de cavação, onde empresas investiam em certas produções como uma forma de propaganda (por exemplo, o setor agrário, a aviação, etc), pequenos empresários viram na atividade cinematográfica uma oportunidade de negócio lucrativa. Dessa maneira, Marinho, que já provinha de uma família de empresários, voltou seus olhares para a produção fílmica.

### A ascensão
Sua primeira produção, Presença de Anita, se deu de modo simples, como locações exteriores e equipamentos alugados. Porém, a companhia cresceu de maneira muito rápida e desproporcional, ao passo que o irmão de Mário, Alberto, que era quem chefiava a maior parte das atividades empresariais da família no momento, se envolveu e empolgou muito com  a ideia de estúdio, investindo, assim, muito dinheiro ali.
Porém, esse crescimento repentino gerou uma série do problemas, desde a elaboração dos filmes (encarados pela crítica como extremamente comerciais e que pouco abordavam os assuntos nacionais) até nas relações de trabalho conflituosas, pois, com a falta de um retorno financeiro esperado, uma vez que foram investidos mais de 30 milhões de cruzeiros para as primeiras produções, a contratação de aproximadamente 150 funcionários gerou um grande volume de demissões. Outro ponto criticado também era que os dirigentes da Maristela preferenciavam os técnicos estrangeiros, uma vez que os brasileiros trabalhavam mais e ganhavam menos.

### A crise
Passada a fase inicial de extremo investimento e desorganização geral, a Maristela seguiu, pelos anos de 1951 e 1952, com difíceis questões financeiras. Produções como "Simão, o Coalho" não deram prejuízo, porém não chegaram a reparar os danos financeiros causados na primeira fase da empresa. Dessa maneira, a família Audrá vendeu o estúdio e os equipamentos para uma outra companhia, chamada Kino Filmes que, por sua vez, também enfrentou muitas dificuldades financeiras, sendo obrigada a encerrar o negócio. 
Também era apontado pela crítica a falta de um plano comum no funcionamento da empresa: a realização dos filmes se dava se forma quase que dessincronizada entre seus setores, as equipes eram despreparadas tanto físico como psicologicamente, e costumavam a trabalhar em horários excessivos e não usais. Inclusive, diárias noturnas extras eram habituais, o que resultava no funcionamento dos transportes até mais tarde, fato que deu surgimento à música "Trem das Onze", de Adoniran Barbosa. Porém, apesar de todas as questões trabalhistas, o motivo mais atribuído à sua crise foi o tipo de produção que se queria fazer, que não era correspondente às condições da produtora e do próprio cinema nacional na época, em questões financeiras e de infra-estrutura.

### A retomada
Em 1954, Marinho retoma o controle da empresa, sem interferência de seus parentes, e produz com a maior frequência já vista na Maristela, filmes de viés tanto nacional quanto coproduções estrangeiras.

### O fim
O fim da companhia se deu por questões financeiras, que a assoaram durante toda sua trajetória de produção. A manutenção de equipamentos, do espaço físico e pagamento de funcionários fez com que, entre 1957 e 1958, a Maristela encerrasse suas atividades.

## O legado
Apesar do seu breve tempo de existência, durante os anos 1950, a Companhia Cinematográfica Maristela possui importante relevância para o cinema brasileiro, principalmente dentro do circuito paulista.
Além de toda sua filmografia e o que ela representa, a empresa ainda foi responsável por introduzir nomes ilustres do cinema brasileiro. Servindo como espécie de escola prática para técnicos de todas as áreas, a Companhia ajudou a “formar” personalidades como os diretores e produtores Luis Sérgio Person (autor do clássico São Paulo S.A/1965), Glauco Mirko Laurelli e Ary Fernandes (criador da série de TV O Vigilante Rodoviário). Também estão na lista o fotógrafo Oswaldo de Oliveira (conhecido como um dos maiores técnicos da Boca do Lixo), e os montadores Luiz Elias e Sílvio Renoldi (figuras essenciais do Cinema Marginal). A Companhia também foi responsável por apresentar ao mundo críticos como Caio Scheiby, Carlos Ortiz, Marcos Marguliés e Alex Viany.
Apesar de ter sido destaque dentro do cinema paulista, a empresa também foi responsável por acolher grandes nomes do cinema carioca, como o ator e diretor Aurélio Teixeira e o diretor e produtor Roberto Farias.
Mesmo que a Cinematográfica Maristela tenho encerrado oficialmente suas atividades em 1958, seu fundador, Mário Audrá Junior, se manteve empenhado em preservar e divulgar as obras da companhia. Posteriormente, seu filho Marco Audrá, tornou-se curador, e mantém como objetivo e função promover diversos projetos de recuperação e divulgação da companhia.
Toda essa iniciativa permitiu que se fosse criado um importante projeto, conhecido como “LAB Restauro”. Essa instituição tem como propósito buscar e recuperar os filmes produzidos, pela Maristela, entre 1950 e 1960, além de restaurar, digitalizar, colorir, licenciar e distribuir as obras resgatadas.
Atualmente, o acervo da Companhia possui mais de 20 de suas produções originais, todas em condições favoráveis a preservação, porém ainda falta muito para que se recupere todas as obras da produtora. Juntamente com esses projetos, a empresa tem, aos poucos, retornado as atividades, dentro da coprodução de alguns filmes atuais.

## Filmografia
- Presença de Anita (1951) - Ruggero Jacobbi/Drama/97 min[5]
- Susana e o Presidente (1951) Ruggero Jacobbi /Comédia/79 min
- O Comprador de Fazendas (1951) - Alberto Pieralisi/Comédia/90 min
- O Cinema Nacional Em Marcha (1951) - Documentário/8 min
- Simão, o Caolho - 1952/Alberto Cavalcanti/Comédia/95 min
- Meu Destino É Pecar - 1952/Manuel Peluffo/Drama/72 min
- O Canto do Mar - 1953/Alberto Cavalcanti/Drama/87 min
- Mulher de Verdade 1954/Alberto Cavalcanti/Comédia/107 min
- Ana (1955) - Alex Viany/Drama/25 min
- Quem Matou Anabela (1956) - D. A Hamza/Policial/93 min
- Getúlio, Glória e Drama de um Povo (1956) - Mário Audrá Junior (produtor)/Documentário/73 min/
- Casei-me com um Xavante (1957) - Alfredo Palácios/Comédia Musical/88 min
- Carnaval em Lá Maior (1955) - Luiz Carlos Lucena/Documentário (série)

### Coproduções
- Magia Verde (coprodução com Leonardo Bonzi) - 1953-1955/ Gian Gaspare Napolitano/Documentário/100 min, vencedor do Urso de Prata do Festival Internacional de Cinema de Berlim 1953.[6][7]
- Mãos Sangrentas (coprodução com Artistas Associados Filmes) - 1954/ Carlos Hugo Christensen/Drama/92 min
- Leonora dos Sete Mares (coprodução com Artistas Associados Filmes) - 1955/Carlos Hugo Christensen/Drama/110 min
- Carnaval em Lá Maior (coprodução com Cinédia) - 1955/Adhemar Gonzaga/Comédia/90 min
- A Pensão da D. Stela (coprodução com Cinebrás Filmes) - 1956/Alfredo Palácios; Ferenc Fekete/Comédia/87 min
- Vou Te Contá... (coprodução com Columbia) - 1958/Alfredo Palácios/Comédia Musical/94 min
- Os Sonhos de Um Sonhador (coprodução com Nation Filmes) - 2016/Caco Milano/Biografia; Drama/80 min
- Real: O Plano por Trás da História (coprodução com LightHouse Filmes) - 2017/Rodrigo Bittencourt/Drama; História/105 min
- Silvio (coprodução com Moonshoot Pictures) - 2024/Marcelo Antunez/Cinebiografia/114 min